# گروسرلاخ
گروسرلاخ (به آلمانی: Großerlach) یک شهر در آلمان است که در رمس-مور واقع شده‌است. گروسرلاخ ۲٬۵۸۶ نفر جمعیت دارد.